# Zonas Históricas de Istambul
As Zonas Históricas de Istambul são um conjunto de quatro zonas em Istambul declarados Património Mundial da UNESCO em 1985, cujos monumentos se consideram em perigo por causa da pressão populacional, poluição industrial e urbanização descontrolada.
Alguns dos monumentos classificados são:
- Basílica de Santa Sofia (século VI),
- Muralhas de Constantinopla
- Hipódromo de Constantinopla
- Palácio de Bucoleão
- Palácio de Topkapı
- Mesquitas / antigas igrejas bizantinas:
  - Pequena Santa Sofia (Igreja de São Sérgio e São Baco)
  - Zeyrek (Igreja de Cristo Pantocrator)
  - Azul (ou de Sultanahmet)
  - Sokollu Mehmet Paşa
  - Süleymaniye (século XVI)